# Verwaltungsgemeinschaft Havelberg
In der Verwaltungsgemeinschaft Havelberg waren im sachsen-anhaltischen Landkreis Stendal die Gemeinden Jederitz, Nitzow und Vehlgast-Kümmernitz sowie die Stadt Havelberg zusammengeschlossen. Verwaltungssitz war Havelberg. Am 1. Januar 2002 wurde sie aufgelöst, indem aus den Mitgliedsgemeinden die neue Einheitsgemeinde Stadt Havelberg gebildet wurde.